# Chutaliljá
Chutaliljá är en ort i Mexiko.   Den ligger i kommunen Chilón och delstaten Chiapas, i den sydöstra delen av landet, 800 km öster om huvudstaden Mexico City. Chutaliljá ligger 300 meter över havet och antalet invånare är 190.
Terrängen runt Chutaliljá är huvudsakligen kuperad, men åt nordost är den bergig. Runt Chutaliljá är det ganska tätbefolkat, med 54 invånare per kvadratkilometer. Närmaste större samhälle är San Juan Tulija, 4,4 km öster om Chutaliljá. I omgivningarna runt Chutaliljá växer i huvudsak städsegrön lövskog.